# Cytra
Die Firma Cytra war eine Werft in Darmstadt.

## Unternehmensgeschichte
Im Jahre 1872 wurde in Darmstadt eine Küferei gegründet.

### Cytra-Werft
In den 1950er-Jahren begann der Bootsbau.
Die ersten Boote wurden aus Holz gebaut.
Im Jahre 1963 wurde aus der Küferei die Cytra-Werft.
Im gleichen Jahr begann der Serienbau von Booten und Yachten.
Das Unternehmen wurde von den Gebrüdern Richard und Ernst Heim geführt.
Der Werkstoff Holz wurde in den folgenden Jahren durch glasfaserverstärkten Kunststoff ersetzt.
Die Cytra-Werft stellte auch viele Zubehörteile und die Inneneinrichtung der Boote und Yachten selbst her.
Die Cytra-Werft befand sich in der Darmstädter Pallaswiesenstraße.
Insgesamt wurden über 900 Boote und Yachten gebaut.
Es gab mehr als zehn verschiedene Bootstypen.
Das Typenprogramm reichte vom 10 ft langen Ruderboot bis zur 48 ft langen Luxusyacht.
Abnehmer der Boote waren neben Privatkunden auch die Wasserschutzpolizei mehrerer Bundesländer. So waren unterschiedliche Modelle der Cytra-Boote im Einsatz in Baden-Württemberg (WSP 22, WSP 25, WSP 27), in Bayern (WSP 12, WSP 17, WSP 22, WSP 27, WSP 44), in Hamburg (WSP 105) und in Hessen (Hessen 1, Hessen 8, Hessen 12).

### Zweigwerk
In Darmstadt gab es zu dieser Zeit ein Zweigwerk.
In dem Zweigwerk wurden unter anderem Kunststoffaufbauten für Geländewagen von Mercedes-Benz hergestellt.
Daneben wurden auch Rutschbahnen aus Kunststoff für Schwimmbäder und Spielplätze gebaut.

### Das Ende
Ein Verkauf des Unternehmens scheiterte.
Die Brüder Heim zogen sich ins Privatleben zurück.
Im Jahre 1998 wurde das Unternehmen aufgelöst.
Die Werkshallen in der Pallaswiesenstraße existieren noch und werden heute von anderen Firmen genutzt.